# Schultenite
La schultenite è un minerale.